# Vladimir Semjonovič Visocki
Vladimir Semjonovič Visocki (rusko Влади́мир Семёнович Высо́цкий), ruski pevec, pesnik, gledališki, filmski igralec in pisatelj, * 25. januar 1938, Moskva, Rusija (tedaj Sovjetska zveza), † 25. julij 1980, Moskva.